# Елізабет Коттен
Елізабет «Libba» Коттен (справжнє ім'я: — Елізабет Невіллс (англ. Elizabeth Cotten)) — американська блюз та фолк-музикантка, вокалістка і авторка пісень.
Самоучка, що грала лівою рукою, Коттен розробила свій власний стиль гри. Вона використовувала гітару для правші (зазвичай в стандартному ладу), не перестроївши її під ліву руку, суто кажучи тримаючи гітару догори ногами. Таке положення вимагає грати мелодію великим пальцем, а басову партію звичайними пальцями. Її стиль підкреслення звучання басу став відомим як «Cotten picking», або «перебір Коттен».